# Heliconius flagrans
Heliconius flagrans är en fjärilsart som beskrevs av Hans Ferdinand Emil Julius Stichel 1919. Heliconius flagrans ingår i släktet Heliconius och familjen praktfjärilar. Inga underarter finns listade i Catalogue of Life.